# Macropanelus sumatrensis
Macropanelus sumatrensis là một loài bọ cánh cứng trong họ Bọ hung (Scarabaeidae).